# ルトゥールナック
ルトゥールナック （Retournac）は、フランス、オーヴェルニュ＝ローヌ＝アルプ地域圏、オート＝ロワール県のコミューン。
ルトゥールナックは先史時代からの起源を持つ。コミューン西側にあるコッティエ洞窟から、15000年〜18000年前の古い道具が発見されているからである。コミューンは19世紀に産業ブームを経験し、一部の建物（特にレースの工房）は当時の記憶をとどめ、現在は博物館に転用されている。
コミューンはロワール川の渓谷およびシュク地方中心部に位置するため、重要な観光資源を保持している。そして宗教建築や、中世の要塞跡や要塞化された家屋といった建築物を抱えている。

## 人口統計
| 1962年 | 1968年 | 1975年 | 1982年 | 1990年 | 1999年 | 2006年 | 2012年 |
| ------ | ------ | ------ | ------ | ------ | ------ | ------ | ------ |
| 2748   | 2600   | 2558   | 2249   | 2270   | 2293   | 2538   | 2788   |

source=1999年までLdh/EHESS/Cassini、2004年以降INSEE

## 史跡
- サン・ジャン・バティスト教会 - コミューン中心部にある、12世紀後半の建物。1907年に歴史文化財に指定された[5]。
- アルティア城 - 標高723m、ピラミッド型をした玄武岩の山の上にそびえる。山はルトゥールナック中心部から数km、ロワール川沿いにある。アルティア城はヴレ地方最古の城の1つである。986年にこの土地の最初の支配者が現れ、1082年から城の建設が始まり完成まで70年を要した。1165年に出されたローマ教皇アレクサンデル3世の教書により、城はル・ピュイ司教伯の監督下におかれた。以後、フランス王位に近い貴族や豪族が所有していった。ロシュ・アン・レニエ男爵家が長いこと城を放棄した末に売りに出され、フランス革命までの所有者はヴォー家であった。1265年、ロシュ領主はアルティア住民に憲章を授けた。1402年、フランス王シャルル6世は、領主に対し、城で年2回、聖ドニの日に市を開催する権利を与えた。城は、ブルボン公ジャン2世の秘書、ジャン・ド・ベリー殺害の目撃者となった。
- 要塞化された住宅 - ブランジュ邸、メルキュレ邸、シャバノレ邸など、12世紀から13世紀にかけ主要道沿いに建設された。製粉所や工芸品の生産拠点、または大規模な荘園の教会近くであった。厳密には城とは異なり、大貴族の分枝の当主や、位の低い系統など、高位の者は少なかった。
- コッティエ洞窟 - 発掘調査によってトナカイの角でできた長槍、骨でできた針、ペンダントとして使われた穴の開いた歯が見つかっている。

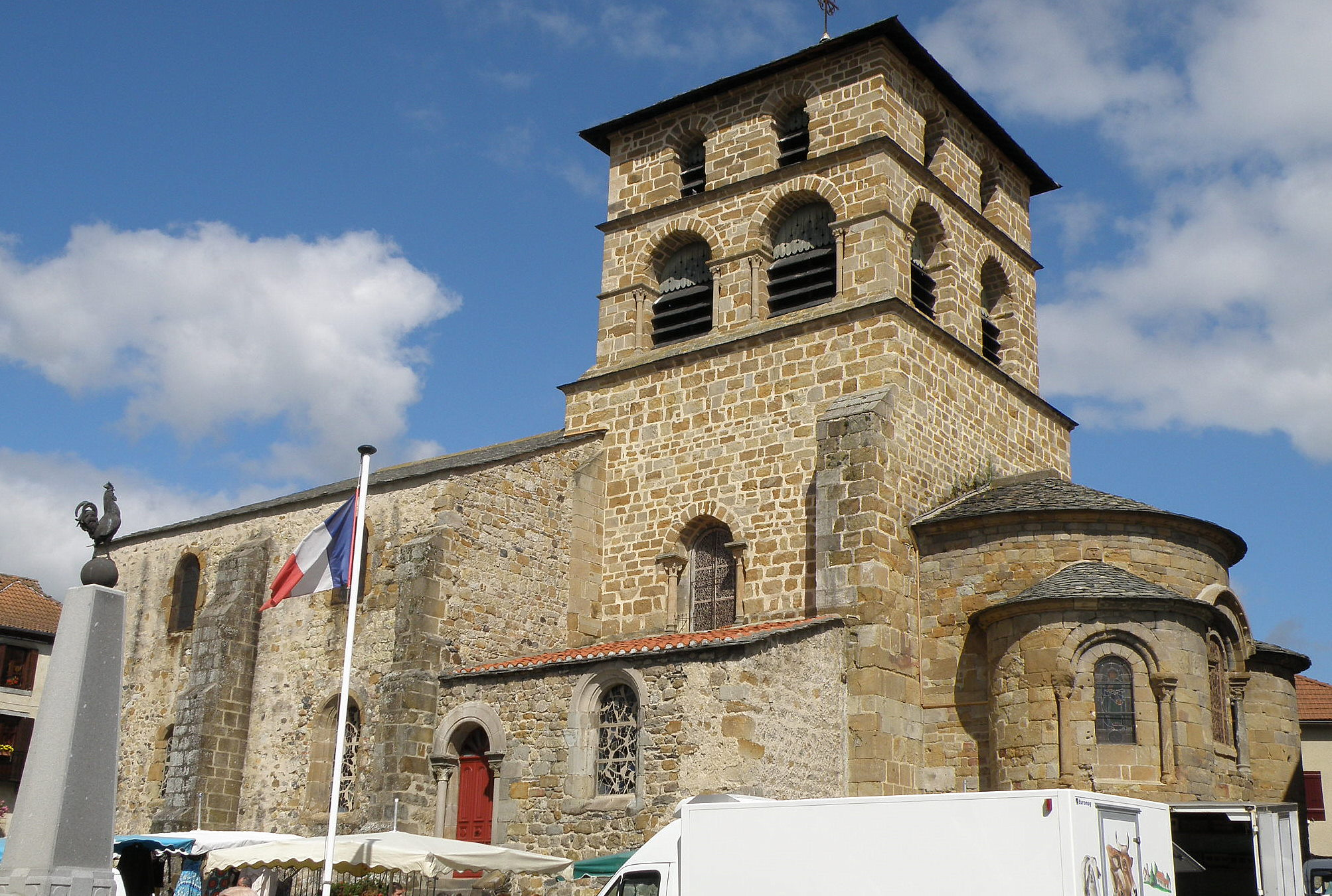
サン・ジャン・バティスト教会
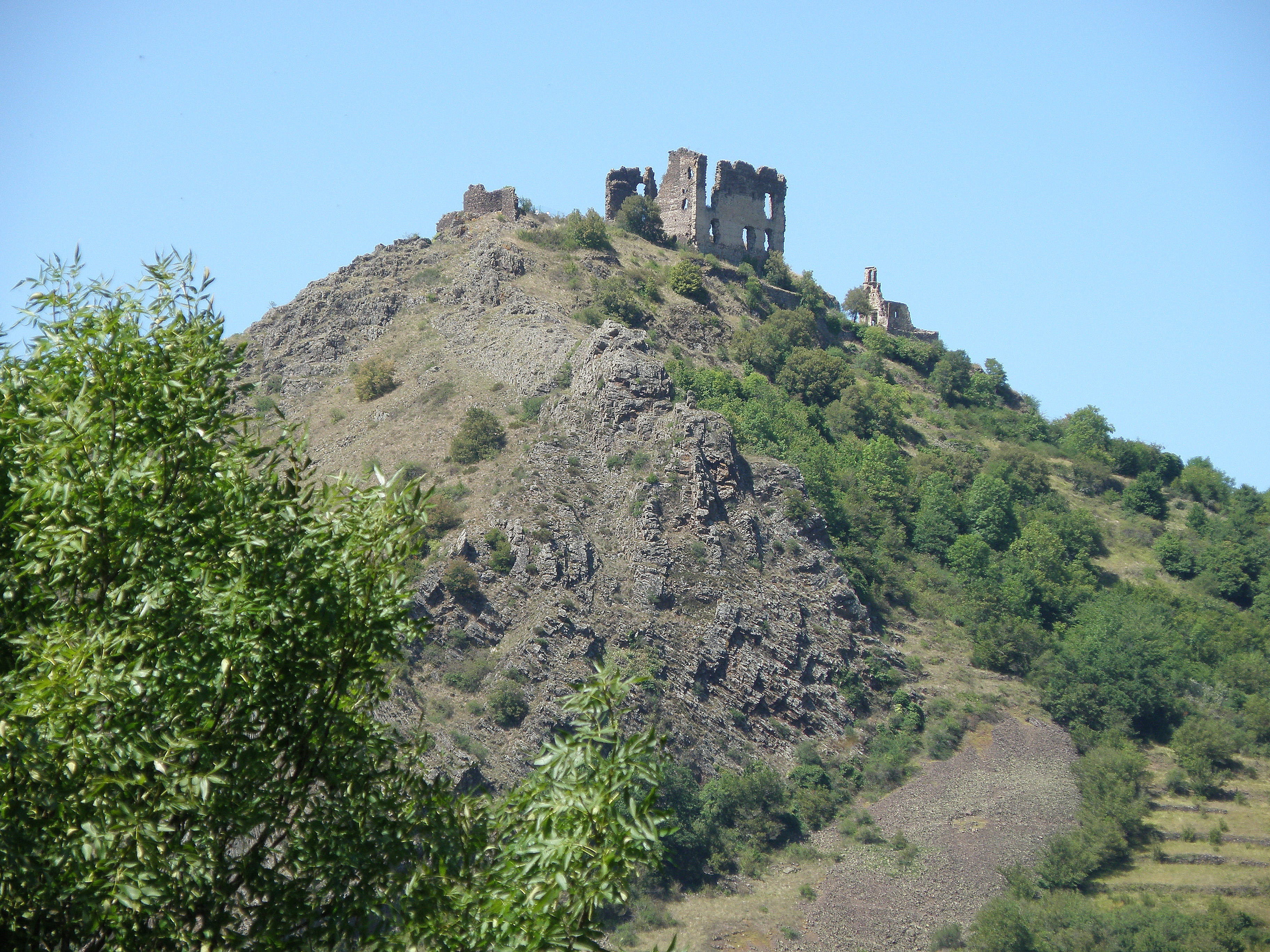
ロワール川から眺めた城
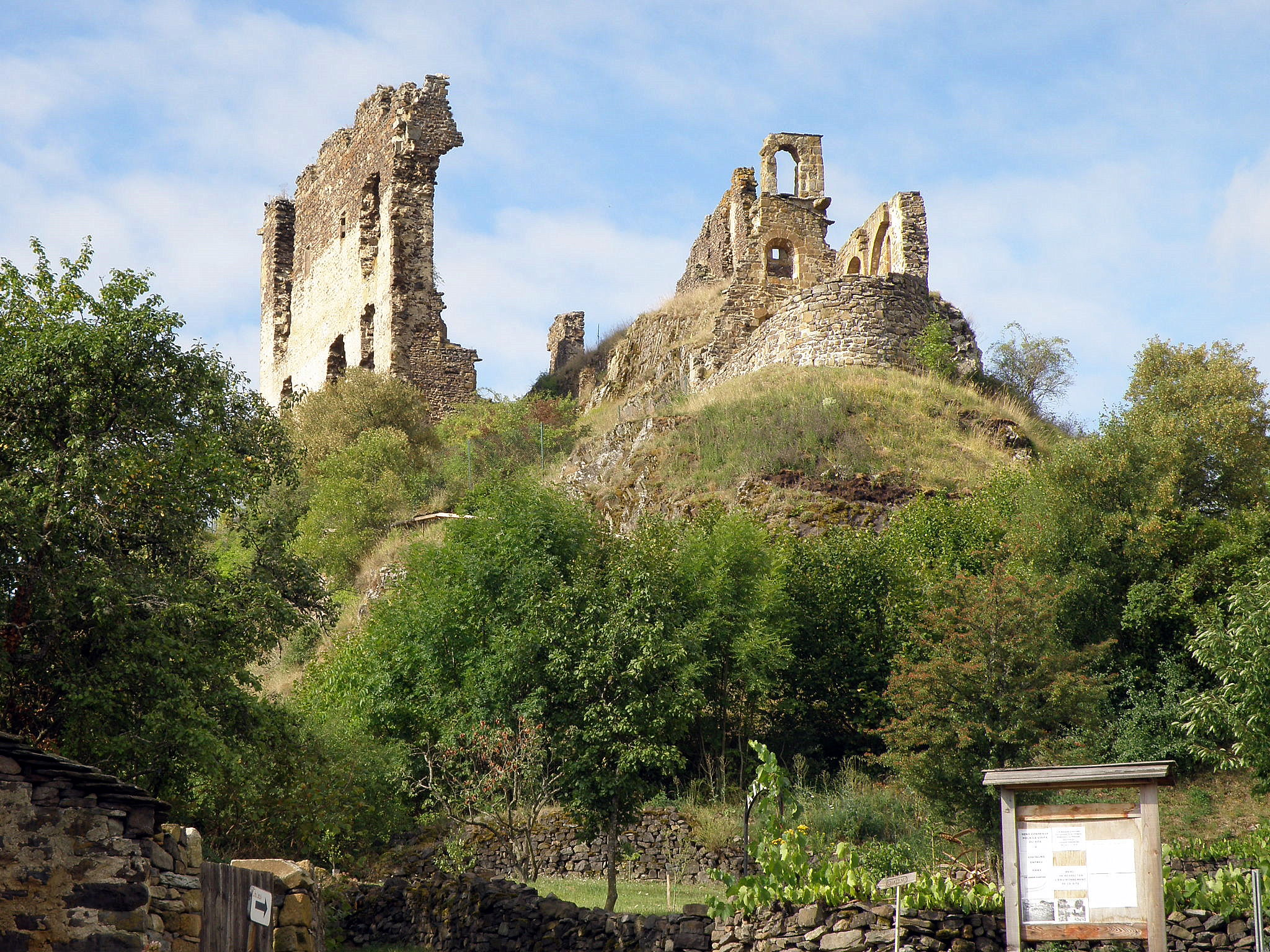
城の遺構
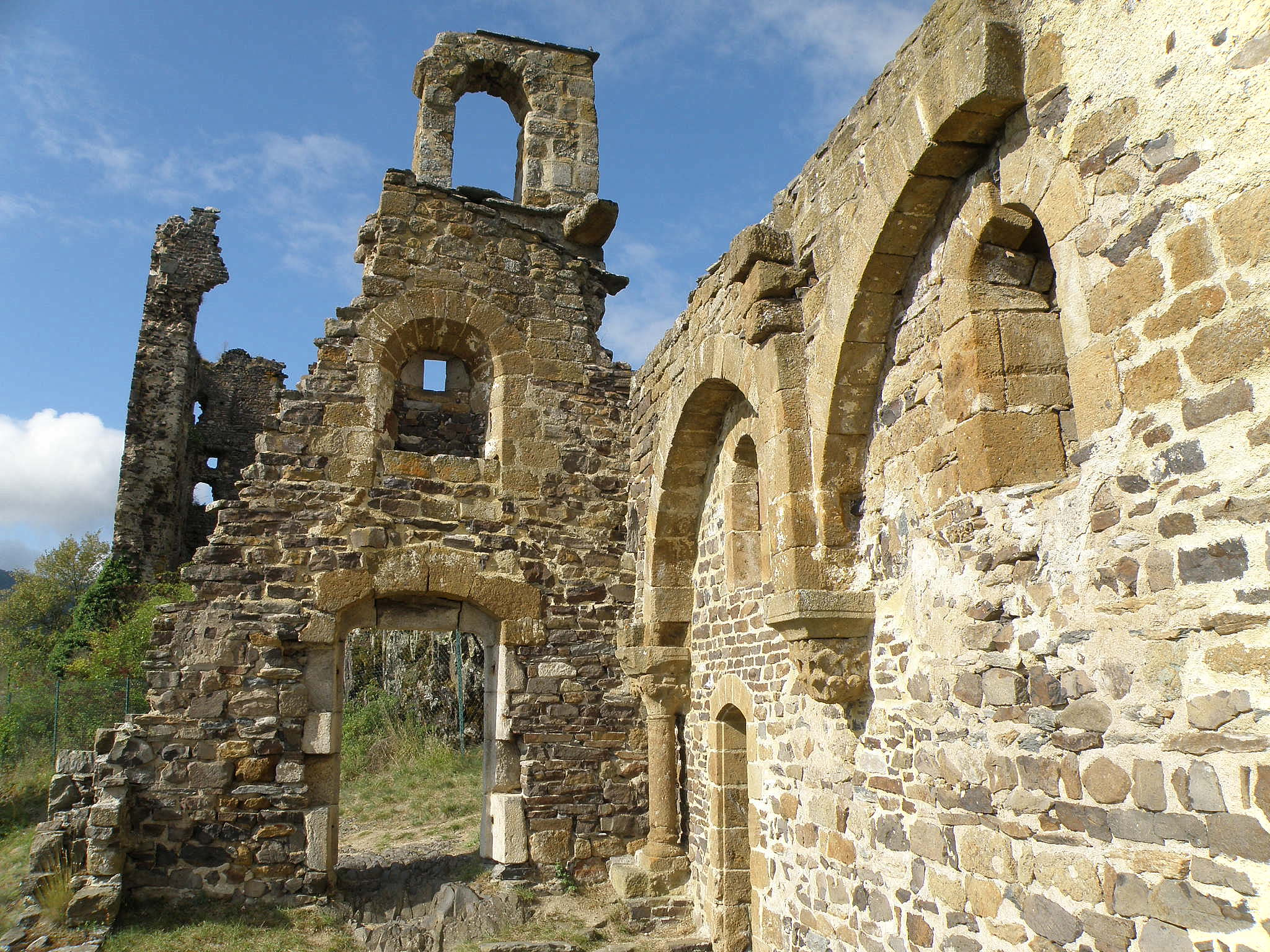
城の礼拝堂跡
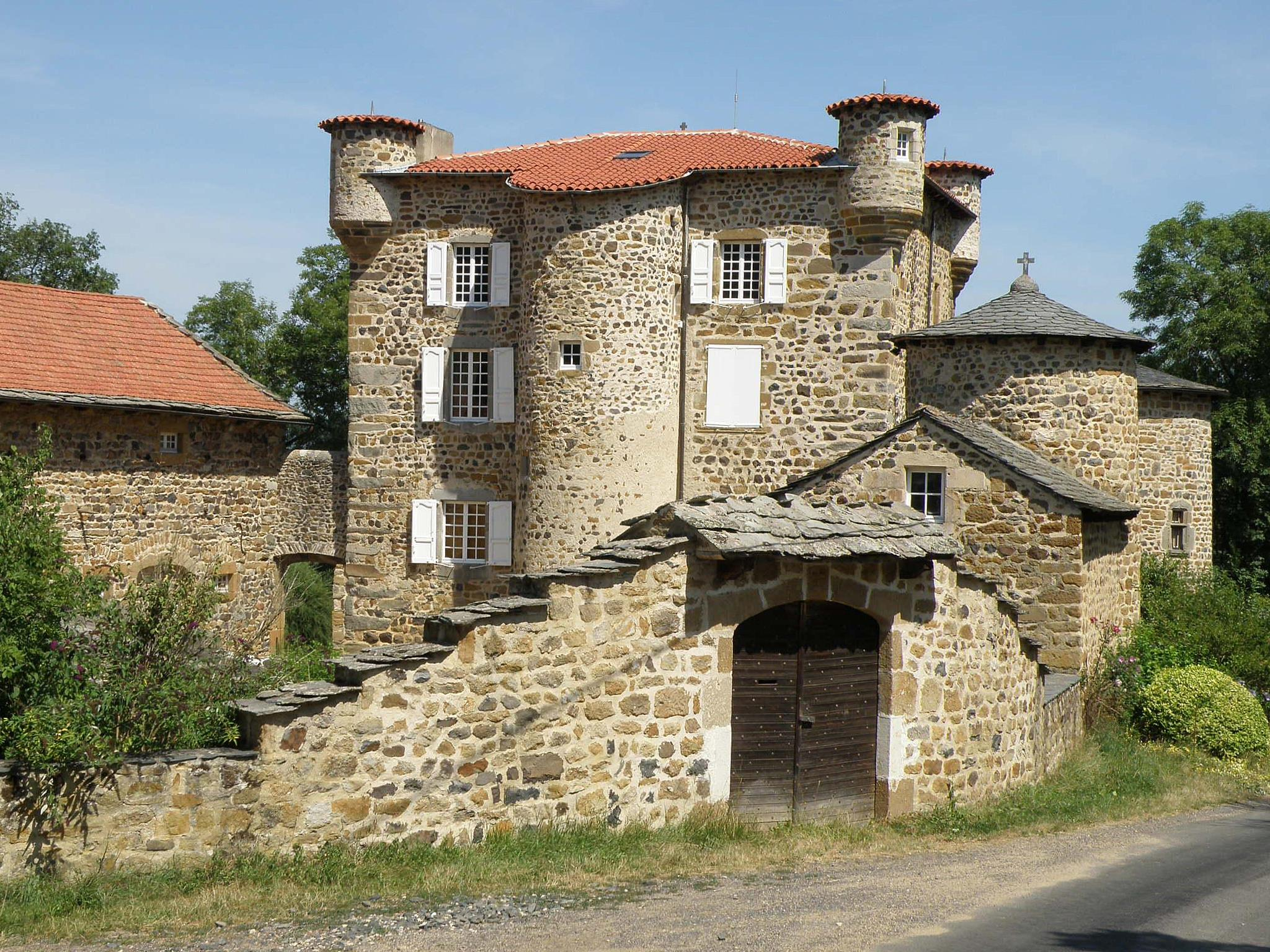
メルキュレ邸